# Джордаан, Джереми
Джереми Джордаан (англ. Jeremy Jordaan; род. 6 января 1991 года, Блумфонтейн) — южноафриканский регбист, игрок второй линии клуба «Стрела-Ак Барс».

## Биография
Воспитанник клубов провинции Фри-Стейт «Гриффонс» и «Читас». Выступал за несколько команд в турнирах ЮАР (первый и высший дивизионы Кубка Карри, Кубок Vodacom, SuperSport Rugby Challenge). В январе 2019 года подписал одномесячный просмотровый контракт с российской командой «Енисей-СТМ». После просмотра подписал постоянный контракт. Свою первую игру за новый клуб провел в турнире Континентального щита против «Тимишоары». В чемпионате страны 2019 года дебютировал в матче против «Славы» и сразу вышел в стартовом составе. В матче против «Локомотива» получил приз за лучший захват. Чемпион России 2019 года в составе красноярской команды. Затем выступал во Франции: за «Ажен» (Топ 14 и Европейский кубок вызова) и за «Ван» (Про Д2). В составе израильской команды «Тель-Авив Хит» участник Суперкубка Европы сезона 2021/22. Летом 2022 года присоединился к казанскому клубу «Стрела» (ныне «Стрела-Ак Барс»). В составе казанцев Джордаан выиграл Кубок России (2023) и Суперкубок России (2024).